# Maria av Jever

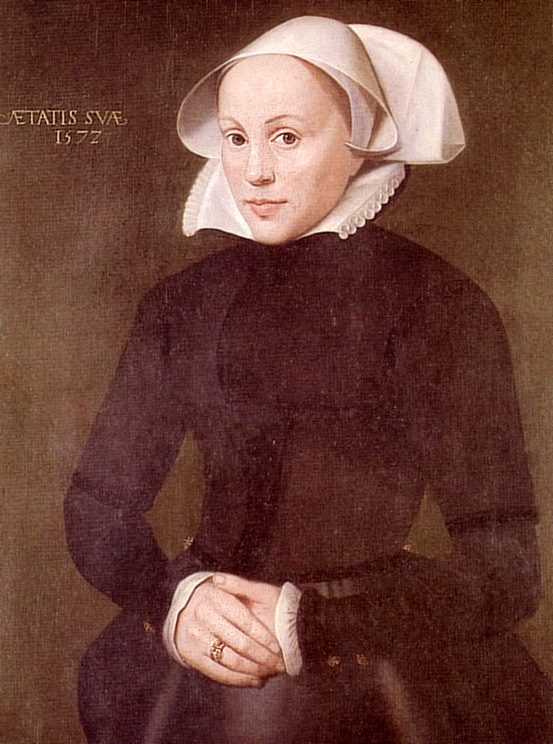
Maria av Jever

Maria av Jever, född 5 september 1500, död 20 februari 1575, känd som Fräulein Maria, var regerande hövding av Herredömet Jever från 1517 till 1575. 
Hon var dotter till Edo Wiemken av Jever och Heilwig av Oldenburg. Hennes far avled 1511 och efterträddes av hennes bror Christoph Wiemken under förmynderskap av deras morbror, Johan V av Oldenburg. År 1517 avled hennes bror, och hans två äldre systrar Maria och Anna efterträdde honom som regerande hövding och herre av Jever. Hon och hennes systrar Anna och Dorothea stod liksom förut under förmynderskap av deras morbror. 
Även sedan hon rent formellt uppnådde vuxen ålder fick hon svårt att få kontroll över regeringen, och förekommer bara med sin signatur här och där. Edzard I av Ostfriesland framtvingade med vapenmakt en trolovning mellan Maria och hans son. 1527 invaderades Jever av Ostfriesland. Maria fick hjälp av Boing von Oldersum att driva ut Ostfriesland, och förklarade att hon skulle gifta sig efter eget val. 
För att befria sig från trycket av lokala rivaler bad hon år 1531 kejsaren om militär intervention för att försvara hennes självständighet. Kejsaren gjorde som hon bad om och försvarade henne mot samtliga lokala rivaler, men i utbyte förlorade Jever sin gamla självständighet och gjordes till ett län direkt under kejsaren. Efter 1531 kunde dock Maria själv ta full kontroll över Jever, sedan hennes syster Anna avstått sina rättigheter och gift sig. Maria beskrevs som en intelligent och skicklig politiker. Hon inledde ett ambitiöst utdikningsprojekt för att återvinna mark för odling och bosättning, gynnade handeln, försvarade lag och ordning och utvecklade rättssystemet. Hon genomförde 1532 reformationen i luthersk tappning i Jever. 
Hon gifte sig aldrig och testamenterade Jever till sin släkting Johan VII av Oldenburg. 